# Shun Nogaito
Shun Nogaito (japanisch 野垣内 俊 Nogaito Shun; * 11. September 1986 in Yokkaichi, Präfektur Mie) ist ein ehemaliger japanischer Fußballspieler.

## Karriere
Nogaito erlernte das Fußballspielen in der Universitätsmannschaft der Yokkaichi-Universität. Seinen ersten Vertrag unterschrieb er 2009 bei FC Gifu. Der Verein spielte in der zweithöchsten Liga des Landes, der J2 League. Für den Verein absolvierte er 206 Ligaspiele. Im Januar 2017 wechselte er zu Vanraure Hachinohe. Mit dem Verein aus Hachinohe spielte er 25-mal in der Japan Football League. 2018 verpflichtete ihn der Viertligist Veertien Mie aus Kuwana. Nach 119 Ligaspielen beendete er nach der Saison 2024 seine Karriere als Fußballspieler.